# Diocesi di Banská Bystrica
La diocesi di Banská Bystrica (in latino Dioecesis Neosoliensis) è una sede della Chiesa cattolica in Slovacchia suffraganea dell'arcidiocesi di Bratislava. Nel 2022 contava 372.243 battezzati su 606.122 abitanti. È retta dal vescovo Marián Chovanec.

## Territorio
La diocesi comprende la regione di Banská Bystrica, ad eccezione dei distretti di Brezno, Poltár, Rimavská Sobota e Revúca; il distretto di Partizánske nella regione di Trenčín e parte del distretto di Levice nella regione di Nitra.
Sede vescovile è la città di Banská Bystrica, dove si trova la cattedrale di San Francesco Saverio.
Il territorio è suddiviso in 155 parrocchie.

## Storia
La diocesi è stata eretta il 13 marzo 1776 con la bolla Regalium principum di papa Pio VI, ricavandone il territorio dall'arcidiocesi di Esztergom, di cui era originariamente suffraganea.
Il 2 settembre 1937 per effetto della bolla Ad ecclesiastici di papa Pio XI divenne una diocesi immediatamente soggetta alla Santa Sede.
Il 30 dicembre 1977, quando è stata creata la provincia ecclesiastica slovacca di Trnava, Banská Bystrica ne divenne suffraganea.
Con il riordino delle circoscrizioni ecclesiastiche della Slovacchia occidentale del 14 febbraio 2008 Banská Bystrica è divenuta suffraganea dell'arcidiocesi di Bratislava e si è ampliata incorporando una porzione del territorio appartenuto all'arcidiocesi di Bratislava-Trnava e cedendo porzioni del proprio territorio a vantaggio dell'erezione della diocesi di Žilina e alla diocesi di Rožňava.
La diocesi fu visitata da papa Giovanni Paolo II nel 2003. Il 12 settembre celebrò una Messa nella piazza principale, la stessa piazza in cui nel 1964 la statua mariana fu rimossa dalla sua colonna in occasione di un discorso di Nikita Chruščëv.

## Cronotassi dei vescovi
Si omettono i periodi di sede vacante non superiori ai 2 anni o non storicamente accertati.
- František von Berchtold † (16 settembre 1776 - 14 agosto 1793 deceduto)
  - Sede vacante (1793-1800)
- Gabriel Zerdahelyi † (22 dicembre 1800 - 5 ottobre 1813 deceduto)
  - Sede vacante (1813-1818)
- Antón Mákay † (21 dicembre 1818 - 24 novembre 1823 nominato vescovo di Veszprém)
- Jozef Belánsky † (24 novembre 1823 - 3 gennaio 1843 deceduto)
  - Sede vacante (1843-1845)
- Jozef Rudnyánszky † (20 gennaio 1845 - 14 marzo 1850 dimesso)
- Štefan Moyzes † (17 febbraio 1851 - 5 luglio 1869 deceduto)
  - Zigmund Szuppán † (27 giugno 1870 - 7 ottobre 1870 dimesso) (vescovo eletto)
- Arnold Ipolyi-Stummer † (22 dicembre 1871 - 7 giugno 1886 nominato vescovo di Gran Varadino)
- Imrich Bende † (17 marzo 1887 - 19 gennaio 1893 nominato vescovo di Nitra)
- Karol Rimely † (15 giugno 1893 - 13 gennaio 1904 deceduto)
- Wolfgang Radnai † (11 luglio 1904 - 16 dicembre 1920 dimesso[2])
- Marián Blaha † (16 dicembre 1920 - 21 agosto 1943 deceduto)
- Andrej Skrábik † (21 agosto 1943 succeduto - 8 gennaio 1950 deceduto)
  - Sede vacante (1950-1973)
- Jozef Feranec † (19 febbraio 1973 - 14 febbraio 1990 ritirato)
- Rudolf Baláž † (14 febbraio 1990 - 27 luglio 2011 deceduto)
- Marián Chovanec, dal 20 novembre 2012

## Statistiche
La diocesi nel 2022 su una popolazione di 606.122 persone contava 372.243 battezzati, corrispondenti al 61,4% del totale.
| anno | popolazione | popolazione | popolazione | presbiteri | presbiteri | presbiteri | presbiteri                | diaconi | religiosi | religiosi | parrocchie |
| anno | battezzati  | totale      | %           | numero     | secolari   | regolari   | battezzati per presbitero | diaconi | uomini    | donne     | parrocchie |
| ---- | ----------- | ----------- | ----------- | ---------- | ---------- | ---------- | ------------------------- | ------- | --------- | --------- | ---------- |
| 1949 | 231.078     | 312.350     | 74,0        | 223        | 195        | 28         | 1.036                     |         | 66        | 309       | 120        |
| 1969 | 320.000     | 442.696     | 72,3        | 135        | 125        | 10         | 2.370                     |         | 10        |           | 104        |
| 1980 | 383.078     | 532.149     | 72,0        | 120        | 113        | 7          | 3.192                     |         | 7         |           | 120        |
| 1990 | 399.285     | 567.602     | 70,3        | 124        | 124        |            | 3.220                     |         |           |           | 120        |
| 1999 | 320.335     | 615.631     | 52,0        | 190        | 151        | 39         | 1.685                     | 1       | 94        | 121       | 111        |
| 2000 | 327.586     | 606.680     | 54,0        | 159        | 111        | 48         | 2.060                     | 1       | 111       | 121       | 116        |
| 2001 | 338.695     | 601.636     | 56,3        | 163        | 112        | 51         | 2.077                     | 1       | 89        | 284       | 115        |
| 2002 | 355.706     | 595.581     | 59,7        | 164        | 112        | 52         | 2.168                     | 1       | 95        | 294       | 115        |
| 2003 | 362.008     | 586.422     | 61,7        | 223        | 164        | 59         | 1.623                     | 1       | 91        | 284       | 117        |
| 2004 | 348.627     | 581.146     | 60,0        | 221        | 162        | 59         | 1.577                     | 1       | 93        | 295       | 120        |
| 2006 | 366.170     | 590.494     | 62,0        | 231        | 170        | 61         | 1.585                     | 1       | 92        | 292       | 122        |
| 2012 | 401.300     | 616.000     | 65,1        | 164        | 109        | 55         | 2.446                     | 2       | 89        | 278       | 155        |
| 2015 | 373.713     | 605.284     | 61,7        | 279        | 215        | 64         | 1.339                     | 2       | 96        | 234       | 155        |
| 2018 | 365.192     | 592.928     | 61,6        | 280        | 224        | 56         | 1.304                     | 2       | 70        | 188       | 155        |
| 2020 | 365.407     | 587.169     | 62,2        | 273        | 216        | 57         | 1.338                     | 1       | 71        | 180       | 155        |
| 2022 | 372.243     | 606.122     | 61,4        | 274        | 215        | 59         | 1.358                     | 1       | 74        | 175       | 155        |